# Лукаш Фабянски
Лу̀каш Марек Фабя̀нски (на полски: Łukasz Marek Fabiański, [ˈwukaʂ faˈbʲaɲskʲi]) е полски футболен вратар, който играе за Уест Хям Юнайтед.

## Клубна кариера

### Началото
Започвайки кариерата си в Полония Слубице, 14-годишния Фабянски се присъединява към известната МСП Шамотули Академия и там той развива футболните си умения. След това играе за три клуба: Любушанин Дрезденко, Спарта Бродница, Мешко Гнезно. През сезон 2004 – 2005 Фабянски подписва с Лех Познан.

### Легия Варшава
През зимата на 2005 г. Фабянски подписва с Легия Варшава, където се състезава с Артур Боруц за място в отбора. След продажбата на Боруц в Селтик, Фабянски поема поста на първи вратар в мача на 24 юли 2005 г. срещу АРКА Гдиня, завършил 0 – 0. Лукаш Фабянски спомага за спечелването на шампионата през сезон 2005 – 2006, добрите му изяви му донасят титлата „Най-добър вратар“ в полската Екстракласа за сезона.

### Арсенал

#### 2007 – 2008
На 8 май 2007 г. Фабянски преминава успешно фитнес-тестовете в Лондон и подписва с Арсенал. Сумата не е съобщена, а контрактът е дългосрочен. На пресконференция на 11 май Арсен Венгер представя футболиста на медиите. Фабянски официално подписва с Арсенал на 26 май 2007 г. Дебюта си за Арсенал е на 14 юли 2007 г., когато на полувремето на приятелска среща срещу Барнет заменя Мануел Алмуния. Срещата завършва с резултат 2 – 0 за Арсенал. За сезон 2007 – 2008 Фабянски изиграва всичките 5 мача в турнира за Карлинг Къп. На 25 септември изиграва титулярен мач срещу Нюкасъл в турнира Карлинг Къп и не допуска гол, като резултата е 2:0 в полза на Арсенал. В следващия – 4-ти кръг на турнира, Фабянски отново запазва чиста вратата срещу Шефилд Юнайтед, предвождайки отбора като капитан едва във втория си мач за Арсенал. В четвъртфиналите прави няколко добри спасявания срещу отбора на Блекбърн, който Арсенал печели с 3 – 2 в добавеното време. Въпреки добрите изяви на вратаря в миналите мачове, Арсенал бяха изхвърлени от турнира в мач срещу Тотнъм, завършил 5 – 1. Прави дебют във Висшата лига на Англия на 28 април 2008 г. в гостуването над Дарби Каунти завършил 6 – 2 и въпреки допуснатите два гола, Венгер похвали неговата ефективност. Запазвайки титулярната позиция и в следващия мач с Евертън на 4 май, в 70-а минута той е сменен от Йенс Леман за да може да изиграе последния мач пред собствена публика. Последния мач с екипа на Арсенал, Лемън изиграва на 11 май 2008 г. в гостуването над Съндърланд. След напускането му през сезон 2007 – 2008 Фабянски става втори вратар в тима, след Мануел Алмуния.

#### 2008 – 2009
В сряда 5 ноември 2008 г. прави дебют за сезона срещу Фенербахче, поради разболяването на Алмуния от грип. Това е и дебютът му в Шампионска лига. Фабянски отново запазва вратата чиста, след като мача завършва 0 – 0.
Дебюта за сезона в Лигата е срещу тима на Манчестър Юнайтед на 8 ноември 2008 г., сменяйки на полувремето Алмуния, поради лицева контузия причинена му от Майкъл Карик. Арсенал печелят мача, благодарение на Фабянски, както и на двата гола отбелязани от новото попълнение Самир Насри. На 11 ноември 2008 г. в мач с Уигън за Карлинг Къп Фабянски прави две много добри спасявания срещу Даниел де Ридер и Амр Заки.

## Международна кариера
На 29 март 2006 г., играейки за Легия Варшава, той прави дебют с националната фланелка в приятелски мач със Саудитска Арабия на ниво до 21-годишни. На световното първенство в Германия той бе резерва. В мач от квалификациите за Евро 2008 Фабянски изиграва 90 минути срещу отбора на Сърбия, мачът завършва 2 – 2.

## Успехи
Легия Варшава
Екстракласа: 2005 – 2006
 Арсенал
ФА Къп: 2013 – 2014